# Javier Navarro Rodríguez

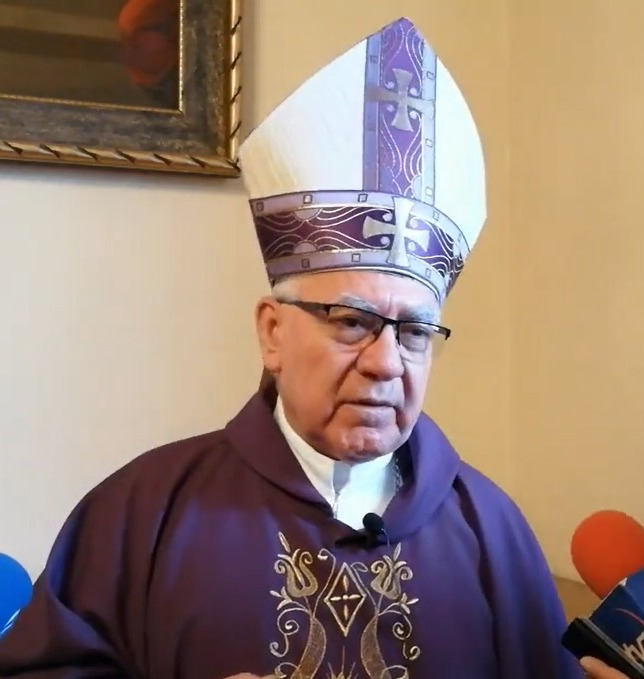
Javier Navarro Rodríguez

Javier Navarro Rodríguez (* 27. Oktober 1949 in Tala) ist ein mexikanischer Geistlicher und römisch-katholischer Bischof von Zamora.

## Leben
Javier Navarro Rodríguez empfing am 23. Dezember 1978 die Priesterweihe.
Papst Johannes Paul II. ernannte ihn am 15. April 1992 zum Titularbischof von Voncaria und Weihbischof in Guadalajara. Die Bischofsweihe spendete ihm der Erzbischof von Guadalajara, Juan Jesús Kardinal Posadas Ocampo, am 5. Juni desselben Jahres; Mitkonsekratoren waren Manuel Pérez-Gil y González, Erzbischof von Tlalnepantla, und Francisco Raúl Villalobos Padilla, Altbischof von Saltillo.
Am 20. Januar 1999 wurde er zum Bischof von San Juan de los Lagos ernannt. Am 3. Mai 2007 wurde er zum Bischof von Zamora ernannt und am 25. Juli desselben Jahres in das Amt eingeführt. Navarro ist derzeit Vizepräsident der Mexikanischen Bischofskonferenz.